# Преображение Господне (Зързе)
„Свето Преображение Господне/Христово“ (на македонска литературна норма: „Свето Преображение Господне/Христово“) е средновековна православна църква, главен храм на Зързенския манастир, Северна Македония. Църквата е под управлението на Преспанско-Пелагонийската епархия на Македонска православна църква.

## Архитектура
Храмът „Свето Преображение“ представлява еднокорабна църква, засводена с полукръгъл свод и полукръгла вътрешна апсида. До иззиждането на притвора във втората половина на XIV век, църквата е имала и вход южната и на западната страна. Притворът е изписан по времето на изграждането му. От тази живопис са запазени най-много фрески в първата зона и те са консервирани. На южния, западния и северния зид са открити образи на светци в медальони, както и горям брой композиции с различни илюстрации.

## Живопис
Живописта от XVI век е дело на зографа Онуфрий Аргитис. От XVI век са стенописите в горните зони на наоса. Срещат се сцени от живота на Исус Христос, като най-впечатляващи са Рождество Христово и Сретение. В изобразяването на Света Троица някои изследователи виждат сходства с типичното представяне на този сюжет в католическата иконография през ХV и XVI век.
Стенописите на западната фасада на храма от 1624 – 1625 са дело на майстори от Линотопската художествена школа. Дело на същите майстори, изписали живописта в трема в 1624 - 1625 и в 1635 - 1636 година, са и групата полиелейни икони в храма.
Живописта от XIX век е с по-слабо качество. От нея изпъква хубавият портрет на овчарче в народна носия. От този портрет произтича и популярното име на храма – Овчарска църква. За портрета на овчаря съществува една легенда, която разказва за храбростта и за трагичната съдба на едно овчарче, което се изправило срещу арнаути, заканващи се да опустошат храма и загинало на място. Поради това в негова чест била изработена фреската.
- Ктиторският надпис
- Теодор Тирон и Теодор Стратилат, XVI век
- Свети Димитър, XVI век
- Животът на овчарчето, XIX век

## Икони
В църквата „Свето Преображение“ има редки икони и фрески. Една от тях е иконата „Исус Христос“, изработена в 1393 година от зографа митрополит Йоан, а другата „Богородица Пелагонитиса“, дело на зографа йеромонах Макарий, изработена в 1422 година, е едно от най-впечатляващите дела на средновековието. Двете икони, едната монументална, другата по-лирична, са в стила на византийската традиция и със стилистичните и иконографските си аспекти са изключително ценни. От църквата е и Зързенското четвероевангелие. Иконата „Преображение Господне“ от 1867 година е едно от зрелите произведения на крушевския майстор Никола Михайлов.
- „Исус Христос“, 1393-1394
- „Богородица Пелагонитиса“, 1421–1422
- Зързенското четвероевангелие